# Johannes Wenceslai von Prag
Johannes Wenceslai von Prag (tschechisch Jenek Václavův z Prahy, auch Jenek z Prahy; lateinisch Ienco Wenceslai de Praga, auch Iohannes Wenceslai de Praga; * in Prag; † um 1400) war ein böhmischer Theologe und Philosoph. 1382 und 1383/84 war er Rektor der Karlsuniversität. Zudem verfasste er mehrere theologische und philosophische Schriften.

## Leben
Johannes Wenceslai lehrte in den Jahren 1367 bis 1377 an der Artistenfakultät der Karlsuniversität. 1382 erwarb er den akademischen Grad eines Baccalaureus in Theologie. In den Jahren 1382 und 1383/84 bekleidete er das Amt des Rektors der Karlsuniversität. Erst 1385 wurde er Magister der Theologie.
Johannes gehörte zu den bedeutendsten Gelehrten seiner Zeit und war zudem ein hervorragender Mathematiker. Während seines Wirkens an der Universität unterstützte er die Belange der böhmischen Universitätsnation. Vermutlich deshalb hinterließ er sein Haus und seine Bibliothek testamentarisch dem Collegium Carolinum.
In seiner literarischen Tätigkeit verfasste er theologische und philosophische Schriften, von denen die Kommentare zu den Schriften des Aristoteles die bedeutendsten sind. Neben Arbeiten zur Biblischen Exegese verfasste er auch eine Auslegung der Passion Christi sowie einen Kommentar zu den Sentenzen des Petrus Lombardus, der sich jedoch nicht erhalten hat.

## Schriften (Auswahl)
- Commentum super librum Aristotelis (Kommentare zu den Schriften des Aristoteles)
  - De generatione et corruptione
  - De coele et mundo
  - De anima
  - De libris Politicorum